# Чорноташлицький заказник
Чорноташли́цький зака́зник — ландшафтний заказник загальнодержавного значення в Україні. Розташований у межах Вільшанського району Кіровоградської області, на схід від села Синюха. 
Площа 15 га. Створений згідно з Указом Президента України від 10 грудня 1994 року № 750/94. 
Заказник створено для охорони мальовничої ділянки правого берега Синюхи в районі впадіння до неї річки Чорний Ташлик. Збереглась у природному стані степова ділянка з багатим трав'яним покровом; є численні виходи гранітів у вигляді скель і брил. Особливу цінність становлять угруповання ковили волосистої. Тут також зростає астрагал шерстистоквітковий, астрагал понтійський і відкасник Біберштейна.